# Flotard Ricard de Gourdon de Genouillac de Vaillac
Flotard Ricard de Gourdon de Genouillac (mort en mars 1586)  est un ecclésiastique qui fut évêque de Tulle de 1582 à sa mort.

## Biographie
Flotard Ricard de Gourdon est doyen de l'église de Tulle, prieur de La Faye et abbé commendataire de Saint-Romains de Blaye lorsqu'il succède à son frère Louis sur le siège épiscopal de Tulle en 1583. Il meurt en mars 1586.

## Héraldique
Ses armoiries sont : écartelé aux 1er et 4e d'argent à  trois molettes d'or posées en pal et au 2e et 3e d'or à trois barres de gueules.